# Revizor Online
A Revizor Online kulturális, művészeti témájú kritikákat rendszeresen közlő magyar internetes portál; nyomtatott verziója nincs. 2008-ban alakult, kiadója a budapesti székhelyű Revizoronline Nonprofit Kiadói Kft. Az internetes és nyomtatott sajtóban gyakran egyszerűen a Revizor-ként említik.
Főszerkesztője a kezdetektől 2020. december 31-ig Csáki Judit volt (azóta szerkesztő), 2021. január 2-től Jászay Tamás (korábbi szerkesztő). Profilja: színvonalas kritikák a művészet szinte minden területéről, friss kulturális eseményekről. Hétfősre bővült szerkesztősége 2020-ban közel 700 cikket, nagyrészt művészeti kritikát gondozott.

## Története
A portált 2008-ban a Nemzeti Kulturális Alap (NKA) indította el, miután a kulturális szaklapok száma, a nyomtatott lapokban pedig a kulturális kritika súlya egyre csökkent. Az alapítók az igényes művészetkritika visszaszorulását az online térben kívánták ellensúlyozni. Az alapító szerkesztők, Csáki Judit, Jászay Tamás és László Ferenc az első évben rendelkezésre álló 30 millió forintból indították el, alakították ki a portált és közel ezerkétszáz kritikát közöltek. Később két új szerkesztő: Merényi Ágnes és Puskás Panni csatlakozott az alapítókhoz, és a közreműködő szerzők, kritikusok köre is gyorsan bővült.
Még két-három évig évi 20-25 millió forintot biztosított működésükhöz az NKA, de a 2012. évre az összeget 9,2 millió forintra csökkentették. A kiadó új támogatók után nézett, és a portál folytathatta működését: évi kb. ezer cikket, hétköznaponként átlagosan négy új cikket közölt. Csáki Judit akkori főszerkesztő szerint ennyire feltétlenül szükség volt, hogy biztosítsák a kulturális portálhoz képest magas olvasószámot. 2016 elejéig a portálon összesen 307 szerző írása jelent meg, archívumában több mint hatezer cikk, nagyrészt kritika volt.
Ekkorra azonban központi rendelettel megszüntették az NKA igazgatóságát, több kulturális kiadvány költségvetését visszafogták, a Revizor pedig egy forintot sem kapott. „Az új kuratórium által totálisan mellőzött Revizor kritikai portál csak az olvasói támogatásokban bízhat” – írta 2016-ban egy ismertetés. Később is volt olyan év, amikor elmaradt a támogatás, de a portálnak az olvasók és a szerződéses partnerek, köztük nagy könyvkiadók segítettek. A szerkesztőség 2020-ban közel 700 cikket, nagyrészt művészeti kritikát gondozott.

## Szerkesztői
- Főszerkesztő:[5]
  - Jászay Tamás: 2021. január 2-ától (2008-tól 2020. december 31-ig szerkesztő)
  - Csáki Judit (alapító főszerkesztő): 2008-tól  2020. december 31-éig
- Szerkesztők: 
  - Csáki Judit (2020. december 31-éig főszerkesztő)
  - László Ferenc
  - Merényi Ágnes
  - Puskás Panni
- Video: Rick Zsófi (2021. december 31-ig), Gál Bereniké (2022. január 1-től)
- Projektmenedzser: Balassa Zsófia

## Tartalom, felület
A Revizor hangsúlyozottan művészeti kritikai portál. Nem kulturális híreket közöl (nincs is „Hírek” rovata), hanem szakmai szempontokat is érvényesítő kritikákat, recenziókat és kisebb mennyiségben interjúkat, riportokat. Célja a kultúrát igénylő, „kultúra-fogyasztó” nagyközönség színvonalas tájékoztatása, írásaival segít eligazodni a kulturális kínálatban. Munkatársai között számos neves művészeti és irodalomkritikus található. „A Revizoron nincs egységes tartalmi szemlélet…, de egységes a szerzőktől elvárt írásminőség – írta róla egy méltatója –, a célközönség pedig – ez egyre ritkább jelenség – a közvélemény.” A portál fontos jellemzője a frissesség: nincsen „lapzárta”, a hét öt napján jelenik meg új cikk, átlag két-három cikk/nap (2020-ban).
A Revizor művészeti ágankét közöl kritikákat színház, film, televízió, tánc, zene, irodalom (könyv), képzőművészet témákban, valamint fesztiválokról és más kulturális eseményekről. Rovatstruktúráját is ennek megfelelően alakította ki. Egyes témákban és alkalmanként angol nyelven is jelennek meg kritikák. A portál felülete világos, egyszerű, jól áttekinthető. Az illusztrációk többsége könyvborítókról, alkotókról és produkciókról készült fotókból áll. 2016-ban kezdett el a portál 6–8 perces „videókritikákat” is készíteni, hogy a nézettséget növelje. A négy szerkesztő egy választott alkotásról beszélget, közönség nélkül. Ez a forma lehetőséget ad az egyéni megnyilvánulásokra is, de valószínűleg csak kísérleti jellegű.